# Apollon
 (транскр.  Аполон) је српска претплатничка услуга видео-стриминга у власништву предузећа Pink Media Group. Покренут је 6. маја 2021. године у Србији, Црној Гори, Хрватској, Словенији, Босни и Херцеговини, Северној Македонији и Албанији.
Најављен је крајем 2020. године, током интервјуа Жељка Митровића. Apollon приказује више од 10.000 сати холивудског и домаћег филмског и серијског садржаја. Сви наслови су преведени на локалне језике: српски, хрватски, бошњачки, словеначки, македонски и албански.

## Историја
Жељко Митровић, власник Pink Media Group, најавио је стриминг-услугу Apollon током интервјуа 27. децембра 2020. године, када ју је описао као „пројекат који је регионална верзија Netflix”.
Телеком Србија је 12. априла 2021. године омогућио свим својим корисницима преглед услуге , као и бесплатни пробни период у трајању од месец дана.
Митровић је 27. априла 2021. године најавио покретање услуге , као и друге пројекте Pink Media Group.

## Продукција
Пинк медија група у сарадњи са Телекомом Србија је потписала уговор о сарадњи на продукцији 52 домаћа играна филма за потребе платформе Аполон. До сада су реализовани наслови попут:
- 2022 - Ђенга, чудна игра

- 2022 - Луча (филм)

- 2022 - Џем од кавијара

- 2022 - Порно прича

- 2023 - Сахрана, бижутерија и по који капут

- 2023 - Уста пуна земље

- 2023 - Троје (филм)

- 2023 - Заљубљена Ана, господин заборав и мама

- 2023 - Свилен конац (филм)

- 2023 - Пенал и сексуални живот Ане Ђ.

- 2023 - Иза камере

- 2023 - Као шећер на рану

- 2023 - Херој улице (2023)

- 2023 - Мања (филм)

- 2023 - Кома (филм)

- 2023 - Пешчане плаже Марса

- 2023 - Заштита пре свега (филм)

- 2023 - Момак и девојке

- 2023 - Ако киша не падне

- 2023 - Ко жив, ко мртав (филм)

- 2024 - Видеотека (филм)

- 2024 - Девојачко вече (филм)

- 2024 - Југодром

- 2025 - Повратак Жикине династије

- 2025 - Тапија (филм)

- 2025 - Везани

- 2025 - Исконски грех - Обичаји

- 2025 - Божићна авантура

- 2025 - У добру и у злу (филм из 2025)

- 2025 - Замка у мраку

- 2025 - Твитосаурус

- 2025 - Чаробна земља

- 2025 - Ти си принцеза